# Lorenzo Venuti
Lorenzo Venuti (Montevarchi, 12 aprile 1995) è un calciatore italiano, difensore della Sampdoria.

## Caratteristiche tecniche
È un terzino destro. In un paio di occasioni è stato impiegato da Vincenzo Italiano come difensore centrale, non è particolarmente dotato sul piano tecnico ma sopperisce a queste lacune con una grande grinta, caratteristica che lo contraddistingue. Possiede buone capacità di marcatura e chiusura oltre ad avere una discreta velocità e anche discrete capacità negli inserimenti e nel tiro da fuori

## Carriera

### Club
Inizia a giocare nelle giovanili dell'Ideal Club di Incisa Val d'Arno, formazione dilettantistica del suo paese di residenza, per poi entrare all'età di 9 anni nel settore giovanile della Fiorentina; nel successivo decennio milita in tutte le categorie giovanili del club viola, fino alla Primavera.
Nella stagione 2014-2015 gioca in prestito al Pescara, in Serie B; nell'arco della stagione, anche a causa di un infortunio al ginocchio, non gioca nessuna partita con la prima squadra, ma viene in compenso aggregato alla formazione Primavera degli abruzzesi in 3 partite di campionato e per il Torneo di Viareggio, nel quale gioca ulteriori 5 incontri. Per la stagione 2015-2016 viene ceduto in prestito al Brescia, con cui esordisce tra i professionisti: con i lombardi gioca 2 partite in Coppa Italia e 27 partite nel campionato di Serie B.
Dopo essere tornato alla Fiorentina alla fine del prestito, nell'estate del 2016 viene ceduto in prestito al Benevento, neo-promosso in Serie B. Con i sanniti, esordienti in serie un cadetta, gioca la stagione 2016-2017, nella quale il club ottiene per la prima volta la promozione in Serie A, dopo aver vinto i play-off.
Il 3 luglio 2017 rinnova il contratto con la Fiorentina fino al 30 giugno 2021 e il successivo 7 luglio viene confermato il prestito alla squadra campana. Il 20 agosto 2017 Venuti esordisce in Serie A al Ferraris di Genova, nella trasferta persa dai sanniti per 2-1 contro la Sampdoria. Termina la sua prima stagione nel massimo campionato con 31 presenze all'attivo e fa ritorno alla Fiorentina per fine prestito.
Nell'agosto del 2018 si trasferisce in prestito al Lecce, neopromosso in Serie B. Segna 3 gol (i primi nella sua carriera, il primo di questi nella vittoria casalinga per 1-0 contro il Crotone) in 31 partite di campionato, contribuendo al secondo posto in classifica dei giallorossi, che, piazzatisi secondi, vengono promossi in Serie A.
Rientrato alla Fiorentina, nel 2019-2020 debutta in Coppa Italia nel successo per 3-1 sul Monza. Gioca la prima partita in Serie A in maglia viola contro il Napoli, nella sconfitta casalinga (3-4) della prima giornata. Il 18 ottobre 2019 rinnova il proprio contratto coi viola fino al 2023. Chiude la prima stagione nella prima squadra viola con 18 presenze tra campionato e Coppa Italia.
Nella stagione successiva, il 29 ottobre 2020, segna il suo primo gol con la maglia della Fiorentina, nella vittoria in Coppa Italia per 2-1 contro il Padova; trova una buona regolarità in stagione, chiudendo con 30 presenze totali, di cui 28 in Serie A.
Nella terza stagione in viola segna due gol Coppa Italia. Con il nuovo tecnico Vincenzo Italiano gioca meno rispetto all'anno precedente, ma chiude la stagione 2021-2022 con 23 presenze in prima divisione e 5 in Coppa Italia, risultando comunque tra i più utilizzati della rosa. Il 23 dicembre 2021 indossa, per la prima volta, la fascia di capitano della Fiorentina.
Nell'annata 2022-2023 debutta nelle competizioni internazionali per club, nella gara di andata del play-off di Conference League contro gli olandesi del Twente. Termina la stagione con 24 presenze complessive e lascia la società viola dopo quattro anni, al mancato rinnovo del proprio contratto.
Il 14 luglio 2023 si trasferisce a parametro zero al Lecce, club in cui aveva già militato e con cui firma un contratto biennale, con opzione per un'ulteriore stagione. In una stagione gioca 14 partite di Serie A, di cui solo 3 da titolare, e una di Coppa Italia.
Il 18 luglio 2024 viene acquistato a titolo definito dalla Sampdoria, con cui firma un contratto biennale. Il 18 agosto va subito a segno nell'esordio in campionato nel pareggio in casa del Frosinone (2-2).

### Nazionale
Tra il 2012 ed il 2013 gioca 9 partite con la nazionale Under-18; nel corso dei due anni successivi gioca 6 partite con l'Under-19, mentre tra il 2015 ed il 2016 disputa 4 partite con la nazionale Under-20.
Il 12 agosto 2015 ha esordito in Under-21, giocando gli ultimi 30 minuti di una partita amichevole contro i pari età dell'Ungheria.

## Statistiche

### Presenze e reti nei club
Statistiche aggiornate al 22 giugno 2025.
| Stagione          | Squadra           | Campionato        | Campionato | Campionato | Coppe nazionali | Coppe nazionali | Coppe nazionali | Coppe continentali | Coppe continentali | Coppe continentali | Altre coppe | Altre coppe | Altre coppe | Totale | Totale |
| Stagione          | Squadra           | Comp              | Pres       | Reti       | Comp            | Pres            | Reti            | Comp               | Pres               | Reti               | Comp        | Pres        | Reti        | Pres   | Reti   |
| ----------------- | ----------------- | ----------------- | ---------- | ---------- | --------------- | --------------- | --------------- | ------------------ | ------------------ | ------------------ | ----------- | ----------- | ----------- | ------ | ------ |
| 2015-2016         | Brescia           | B                 | 27         | 0          | CI              | 2               | 0               | -                  | -                  | -                  | -           | -           | -           | 29     | 0      |
| 2016-2017         | Benevento         | B                 | 37+3       | 0          | CI              | 1               | 0               | -                  | -                  | -                  | -           | -           | -           | 41     | 0      |
| 2017-2018         | Benevento         | A                 | 31         | 0          | CI              | 1               | 0               | -                  | -                  | -                  | -           | -           | -           | 32     | 0      |
| Totale Benevento  | Totale Benevento  | Totale Benevento  | 71         | 0          |                 | 2               | 0               |                    | -                  | -                  |             | -           | -           | 73     | 0      |
| 2018-2019         | Lecce             | B                 | 32         | 3          | CI              | 0               | 0               | -                  | -                  | -                  | -           | -           | -           | 32     | 3      |
| 2019-2020         | Fiorentina        | A                 | 16         | 0          | CI              | 2               | 0               | -                  | -                  | -                  | -           | -           | -           | 18     | 0      |
| 2020-2021         | Fiorentina        | A                 | 28         | 0          | CI              | 2               | 1               | -                  | -                  | -                  | -           | -           | -           | 30     | 1      |
| 2021-2022         | Fiorentina        | A                 | 23         | 0          | CI              | 5               | 2               | -                  | -                  | -                  | -           | -           | -           | 28     | 2      |
| 2022-2023         | Fiorentina        | A                 | 17         | 0          | CI              | 0               | 0               | UECL               | 7                  | 0                  | -           | -           | -           | 24     | 0      |
| Totale Fiorentina | Totale Fiorentina | Totale Fiorentina | 84         | 0          |                 | 9               | 3               |                    | 7                  | 0                  |             | -           | -           | 100    | 3      |
| 2023-2024         | Lecce             | A                 | 14         | 0          | CI              | 1               | 0               | -                  | -                  | -                  | -           | -           | -           | 15     | 0      |
| Totale Lecce      | Totale Lecce      | Totale Lecce      | 46         | 3          |                 | 1               | 0               |                    | -                  | -                  |             | -           | -           | 47     | 3      |
| 2024-2025         | Sampdoria         | B                 | 30+2       | 2          | CI              | 2               | 0               | -                  | -                  | -                  | -           | -           | -           | 34     | 2      |
| Totale carriera   | Totale carriera   | Totale carriera   | 260        | 5          |                 | 16              | 3               |                    | 7                  | 0                  |             | -           | -           | 283    | 8      |

### Cronologia presenze e reti in nazionale
| Cronologia completa delle presenze e delle reti in nazionale ― Italia under 21 | Cronologia completa delle presenze e delle reti in nazionale ― Italia under 21 | Cronologia completa delle presenze e delle reti in nazionale ― Italia under 21 | Cronologia completa delle presenze e delle reti in nazionale ― Italia under 21 | Cronologia completa delle presenze e delle reti in nazionale ― Italia under 21 | Cronologia completa delle presenze e delle reti in nazionale ― Italia under 21 | Cronologia completa delle presenze e delle reti in nazionale ― Italia under 21 | Cronologia completa delle presenze e delle reti in nazionale ― Italia under 21 |
| Data                                                                           | Città                                                                          | In casa                                                                        | Risultato                                                                      | Ospiti                                                                         | Competizione                                                                   | Reti                                                                           | Note                                                                           |
| ------------------------------------------------------------------------------ | ------------------------------------------------------------------------------ | ------------------------------------------------------------------------------ | ------------------------------------------------------------------------------ | ------------------------------------------------------------------------------ | ------------------------------------------------------------------------------ | ------------------------------------------------------------------------------ | ------------------------------------------------------------------------------ |
| 12-8-2015                                                                      | Telki                                                                          | Ungheria under 21                                                              | 0 – 0                                                                          | Italia under 21                                                                | Amichevole                                                                     | -                                                                              | 60’                                                                            |
| Totale                                                                         |                                                                                | Presenze                                                                       | 1                                                                              |                                                                                | Reti                                                                           | 0                                                                              |                                                                                |